# Arvid Gullström
Arvid Gullström, född 26 augusti 1864 i Filipstads församling, Värmlands län, död 21 november 1950 i Linköpings församling, Östergötlands län, var en svensk läkare.

## Biografi
Arvid Gullström var son till gruvdisponenten Christian Julius Gullström. Efter mogenhetsexamen i Karlstad 1882 studerade han vid Karolinska Institutet, blev medicine kandidat 1887 och medicine licentiat 1893. Gullström blev 1889 fältläkarstipendiat, 1891 läkarestipendiat vid flottan, 1897 bataljonsläkare vid Värmlands fältjägarkår, 1906 bataljonsläkare vid Dalregementet och 1907 regementsläkare vid Östgöta trängkår. 1915 blev Gullström fältläkare vid Fältläkarkåren och var 1917–1926 fördelningsläkare vid Andra arméfördelningen. han var 1926–1934 tillförordnad läkare vid Tredje flygkåren vid Malmslätt. Vid sidan av sina militära läkartjänster var han 1894–1907 extra provinsialläkare i Älvdalens distrikt, 1908–1911 tidvis tillförordnad lasarettsläkare i Jönköping och Eksjö och 1921–1940 i olika perioder biträdande och förste provinsialläkare samt stadsläkare i Linköping. Under Andra Balkankriget 1913 var han chef för svenska Greklandsambulansen och under första världskriget läkare vid Svenska röda korsets invalidtransporter 1917. Han var ledamot av Östergötlands läns landsting 1923–1926 samt vice ordförande i Röda korsets distriktsstyrelse i Linköping 1915–1942.